# Coro Ars Cantica
Ars Cantica Choir & Consort è un coro polifonico a voci miste con sede a Milano.

## Storia
Fondato nel 1988 a Milano dal suo direttore stabile, Marco Berrini, è stato composto per molti anni da cantori amatoriali. Con il tempo e gli impegni sempre maggiori gran parte dell'organico è stato sostituito con cantanti professionisti. Ars Cantica ha catturato fin dalle sue origini l'interesse di pubblico e critica grazie ad una spiccata versatilità, che permette a questa formazione corale di avvicinarsi alle diverse epoche musicali rispettando lo stile e l'interpretazione caratteristica di ognuna di esse, dal Rinascimento in poi.
Numerose sono le rassegne, i festival e le stagioni concertistiche in Italia e all'estero alle quali ha partecipato, sia come formazione purante vocale, sia accompagnato dal Consort di musicisti con strumenti rinascimentali e barocchi.
Si possono ricordare, tra i molti, il Festival Internazionale Mozart di Rovereto, l'International Chor Forum di Alzenau, la Sagra Musicale Umbra, il ciclo delle Settimane Bach - XV appuntamento - organizzato dalla Società del quartetto di Milano, il ciclo "Musica e poesia a san Maurizio" di Milano, Le Settimane Musicali di Stresa.
Nel 2003, con un concerto presso la Basilica di Sant'Ambrogio, Ars Cantica Choir ha instaurato una significativa collaborazione con l'Orchestra i Pomeriggi Musicali di Milano e con il suo direttore Aldo Ceccato. Sono nate alcune produzioni di significato negli anni successivi, tra cui il concerto di inaugurazione e l'esecuzione della Messa n. 5 in La bemolle maggiore di Franz Schubert diretta da Ottavio Dantone; una monografia su Mendelssohn con la Sinfonia n. 2 e Sogno di una notte di mezza estate; sono inoltre state realizzate due due produzioni sotto la direzione di Marco Berrini: la Petite messe solennelle, nella versione per due pianoforti e armonium, e La Betulia Liberata di Wolfgang Amadeus Mozart.
L'Ars Cantica Choir ha presentato prime esecuzioni assolute di composizioni di Bruno Bettinelli, Danieli, Orlando Dipiazza e Bruno Zanolini, oltre a introdurre per la prima volta in Italia il Weihnachtsoratorium per soli, coro e pianoforte di Friedrich Nietzsche. Il coro ha una ricca serie di registrazioni per le etichette Sarx Records e Bottega Discantica. Nel settembre 2005, a Stresa, ha partecipato alla prima mondiale de Les noces di Igor' Fëdorovič Stravinskij, con la proiezione dell'opera omonima di Oskar Schlemmer.
La rivista Classic Voice ha incluso la registrazione dell'Ars Cantica Choir dei 18 Responsori per la Settimana Santa di Orlando di Lasso, realizzando così la prima registrazione assoluta dei capolavori del maestro franco-fiammingo. Nel febbraio 2011 è stata prodotta la prima registrazione discografica della versione del Requiem di Mozart nella trascrizione per soli, coro e pianoforte a 4 mani di Carl Cherny, mentre nel 2014 è stata realizzata la registrazione dell'integrale della musica corale di Rossini pubblicata dalla casa discografica Naxos Records.
Ars Cantica ha conseguito nel 2003 ad Arezzo la seguente serie di premi:
- 1º Premio assoluto al LI Concorso Corale Internazionale “Guido d'Arezzo”
- Gran Prix “Città di Arezzo” assegnato al miglior coro nell'ambito del medesimo concorso[3]
- 1º Premio assoluto al XX Concorso Corale Nazionale “Guido d'Arezzo”.

Nel luglio 2004 ha vinto il II premio ex æquo al XVI Gran Premio Europeo di Canto Corale, una competizione che annualmente mette a confronto i cori vincitori dei cinque più prestigiosi concorsi corali internazionali.

## Concorsi
- 1986, Quartiano (Lodi) - 1º premio
- 1987, Bresso (Milano) - 1º premio
- 1991, Bresso (Milano) - 1º premio
- 1991, Vittorio Veneto (Treviso) - 1º premio
- 1995, Battipaglia (Salerno) - 1º premio
- 1996, Vittorio Veneto (Treviso) "IV Gran Premio Corale E. Casagrande" - 1º premio
- 1999, Tortona (Alessandria) - 1º premio
- 2001, Bologna Prima edizione del Concorso Internazionale per Direttori di Coro "Mariele Ventre" - 3º premio ex aequo
- 2003, Arezzo - 1º premio 51º Concorso Polifonico Internazionale "Guido d'Arezzo"
- 2003, Arezzo - Gran Premio "Città di Arezzo" (miglior coro nell'ambito del 51º Concorso Polifonico Internazionale "Guido d'Arezzo")
- 2003, Arezzo - 1º premio 20º Concorso Corale Nazionale "Guido d'Arezzo"
- 2004, Gorizia, XVI Gran Premio Europeo di Canto Corale - 2º premio ex æquo

## Discografia
- Antonio Lotti (Messa del Primo Tuono e Mottetti)
- Giovanni Giacomo Gastoldi (Musica sacra S. Barbara)
- Giovanni Pierluigi da Palestrina (Missa Pro defunctis e II Libro dei Mottetti)
- Orlando di Lasso (18 Responsori per la Settimana Santa)
- Vincenzo Ruffo (Salmi Suavissimi et Devotisimi a 5)
- Michel'Angelo Grancini (Giardino Spirituale de varii fiori musicali)
- Francesco Durante (Vespro della Beata Vergine & Messa a tre voci)
- Friedrich Nietzsche (Weihnachtsoratorium, per soli, coro e pianoforte)
- Lorenzo Perosi (Missa Benedicamus Domino & 8 Responsori di Natale)
- Bruno Bettinelli (Missa Brevis & Motetti)
- Lupacchino dal Vasto (Missa pro Defunctis)
- Franz Liszt (Via Crucis per soli, coro e pianoforte)
- Wolfgang Amadeus Mozart (Requiem KV 626 per soli, coro e pianoforte - versione trascritta per pianoforte a 4 mani da Carl Czerny)
- Franz Schubert (Messa in Mib+ nº 6; dir. Giorgio Mezzanotte)
- Alessandro Scarlatti (Sedecia, dir. Estevan Velardi)
- Alessandro Scarlatti (Serenata “Al furor di lieta tromba” dir. Estevan Velardi)